# 速率
速率（speed）是物理學中的一個基本概念，是指物體在單位時間内經過的路程，用來表示物體運動的快慢程度。
在日常生活中，「速率」和「速度」（Velocity）混用，但两者在物理学中对应着不同的概念：速率是一个标量（只有大小、没有方向），它的量纲是路程除以时间；速度是一个向量（有方向），它的量纲是位移除以时间。物体的瞬时速率等于瞬时速度的大小，而平均速率则不一定等于平均速度的大小。
国际单位制中，速率的單位為米每秒（m/s），但日常生活中較常用的單位是公里每小時（km/h）或是英制系統下的英里每小時（mph）。海上船只或物体的行進速率，一般會使用節作為單位。
依照狭义相对论，能量或信息所能傳遞的最快速率為真空中的光速c = 299,792,458 米每秒，大約是1,080,000,000千米每小时或671,000,000英里每小時。静止质量不为零的物質要加速到此速率，需要無限大的能量。在相對論物理學中，會用快度來取代古典力學中的速度。

## 定義
用数学语言来描述，如果一个物体在一段时间{\displaystyle t}内移动的路程为{\displaystyle s}，那么它的平均速率（用{\displaystyle {\bar {v}}}表示）便是{\displaystyle s}与{\displaystyle t}的比，具体可由下式给出：
{\displaystyle {\bar {v}}={\frac {s}{t}}}
例如，一辆汽车在2小时内行驶了60公里，它在这段时间内的平均速率是30公里每小时。而一个物体在某个时刻的速率，则是它在这个时刻前后的一段极短时间中经过的路程{\displaystyle ds}与这段时间长度{\displaystyle dt}的比：
{\displaystyle v={\frac {ds}{dt}}}
精确地说，假设路程{\displaystyle s}是一个关于时间{\displaystyle t}的函数，那么物体在某个时刻{\displaystyle t_{0}}的瞬时速率，是以上比值在{\displaystyle dt}趋向于0时的极限值。或者说，是{\displaystyle s}在{\displaystyle t_{0}}时刻对时间的导数。
{\displaystyle v_{t_{0}}=\left.\lim _{dt\to 0}{\frac {ds}{dt}}\right|_{t=t_{0}}=\left.{\frac {\mathrm {d} s}{\mathrm {d} t}}\right|_{t=t_{0}}}
在某些简化的物理模型中，物体在某个时刻之前的速率{\displaystyle v_{t_{0}}^{-}}可能不等于其之后的速率 {\displaystyle v_{t_{0}}^{+}}：
{\displaystyle v_{t_{0}}^{-}=\left.\lim _{dt\to 0}{\frac {s(t)-s(t-dt)}{dt}}\right|_{t=t_{0}}\neq \left.\lim _{dt\to 0}{\frac {s(t+dt)-s(t)}{dt}}\right|_{t=t_{0}}=v_{t_{0}}^{+}}
比如简单的碰撞模型中的碰撞前速率和碰撞后速率。但在经典物理学中，总假设物体的路程，以及瞬时速度和瞬时速率都是连续变化的。简化模型中出现不连续的速率是忽略了极短时间内速率变化的结果。
物体的瞬时速率等于其瞬时速度的大小。然而，物体的平均速率一般不等于其平均速度的大小。盖因路程和位移的概念不同。例如一个物体做匀速圆周运动一周，则其平均速率为一个不为零的定值，但其平均速度是0。

## 例子

### 瞬時速率
車輛上的速度表可以顯示任何时刻的瞬時速率p.42。瞬時速率可能會隨時間而變動，一辆車在某个时刻的瞬時速率50公里/小時，但它維持此速率的時間可以是一秒、一分钟或一小时。不过假若此车連續一小時以50公里/小時的（瞬时）速率行驶，則它所走路程為50公里。

### 平均速率
如果一辆車在一小時內行驶了80公里，則它在这一个小时中的平均速率為80公里/小時；若一辆車在第一个小時內行驶了140公里，在接下来的三个小时中行驶了180公里，則它在这四小时内的平均速率也是80公里/小時。但若分别考慮此車第一个小時以及其后三个小時内的平均速率，其數值就不是80公里/小時了。
平均速率可能會和過程中的瞬時速率有相當的差異p.42。若已知平均速率和時間，可以求得這段時間所走的路程：
{\displaystyle s={\bar {v}}t}
依上述公式可得，若一辆車行驶了四小時，這四小時的平均速率為80公里/小時，則它在四个小时中行驶的總路程為320公里。
若以圖像的方式，可以利用路程－時間圖来显示速率。路程－時間圖上的曲线表示了物体移动的路程是如何随时间变化的。曲线上任意一點对应着一个时刻和物体在这一时刻移动的路程。曲线在一点上切線的斜率即為此时刻的瞬時速率，而曲线上两點的割线斜率即為对应的二个时刻之間的平均速率。

### 切線速率
物体在单位时间内经历的路程，是为速率或线速率，而如果物体在做圆周运动，那么它的速率也称为切线速率p.131，因为它运动的方向是沿着圆周的切线方向。旋转木马转一圈时，位置靠外的木马走过的路程比位置靠内的木马要多。这说明位置靠外的木马平均速率比位置靠内的木马要大。 對於圓周運動的物體而言，切線速率及線速率二者可互換使用，二者的單位均為m/s或km/h。  
轉速或角速率是指單位時間内轉的圈數。旋转木马中，不同位置的木马切線速率可能不同，但所有木马在相同時間內都旋轉了相同的圈數，因此其角速率均相同。轉速一般以每分鐘轉速或是以單位時間的弧度作为单位。旋轉一圈的弧度略大於6個弧度（精確值為{\displaystyle 2\pi }弧度）。若將角速率加上方向，則成為角速度，前者為一純量，後者則為一向量。若两片CD每秒都旋轉20圈，一片順時針旋轉，另一片逆時針旋轉，那么二者的角速率相同，但角速度不同。
圆周运动的物体（或距旋轉軸固定距離的一點），其切線速率和轉速成正比p.131。不過切線速率和轉速不同，一點的切線速率和距旋轉軸的距離有關，距旋轉軸不同距離的二點，其轉速相等，但切线速率不相等。旋轉軸上的点，其切線速率甚至為零。在一旋轉的物體上，離旋轉軸越遠，會發現线速率越快。若轉速固定，则切線速率和一點距旋轉軸的距離成正比p.132，因此可得下式：
{\displaystyle v\sim \!\,r\omega }
其中
v為切線速率
ω為轉速
r為距旋轉軸的距離
因此只要轉速變快或是距旋轉軸的距離變長，都會使切線速度變快。
若切線速率、轉速及距離選擇適當的單位（例如切線速率單位選擇m/s，轉速單位選擇弧度/s，距離單位選擇ｍ），上式的比例關係可以變成以下的等式：
{\displaystyle v=r\omega }
因此，一個系統只要所有部份的角速度相同，其切線速度只和距旋轉軸的距離有關。（上述切線速度和距離的比例關係不適用於行星的運轉，因為行星在不同位置的角速度不同）

## 单位
速率的单位包括：
- 米每秒（符号为m s-1或m/s），国际单位制导出单位
- 千米每小时（符号为km/h）
- 英里每小时（符号为m/h或mph）
- 节（即「海里每小时」，符号kt）
- 马赫, 由速率除以声速得到
- 真空中光速（c=2.997 924 58·108m s-1, 是自然单位之一）

速率各单位间重要的换算关系包括：
|          | m/s      | km/h     | mph      | 節       | ft/s     |
| -------- | -------- | -------- | -------- | -------- | -------- |
| 1 m/s =  | 1        | 3.6      | 2.236936 | 1.943844 | 3.280840 |
| 1 km/h = | 0.277778 | 1        | 0.621371 | 0.539957 | 0.911344 |
| 1 mph =  | 0.44704  | 1.609344 | 1        | 0.868976 | 1.466667 |
| 1 節 =   | 0.514444 | 1.852    | 1.150779 | 1        | 1.687810 |
| 1 ft/s = | 0.3048   | 1.09728  | 0.681818 | 0.592484 | 1        |

（粗體字的數值是精確值）

## 不同速率的例子
| 速率                                                | m/s         | ft/s        | km/h          | mph         | 註解                                                  |
| --------------------------------------------------- | ----------- | ----------- | ------------- | ----------- | ----------------------------------------------------- |
| 大陸飄移的平均速率                                  | 0.00000001  | 0.00000003  | 0.00000004    | 0.00000002  | 4厘米/年，速率依位置而異                                  |
| 普通蜗牛的速率                                      | 0.001       | 0.003       | 0.004         | 0.002       | 1毫米每秒                                             |
| 轻快地步行                                          | 1.7         | 5.5         | 6             | 4           |                                                       |
| 奥林匹克短跑选手（100米内的平均速率）               | 10          | 32.8        | 36            | 22          |                                                       |
| 大部份郊區道路的速限                                | 13.8        | 45.3        | 50            | 30          |                                                       |
| 台北101观光电梯                                     | 16.7        | 54.8        | 60.6          | 37.6        | 1,010 m/min                                           |
| 香港巴士的最高運行速率                              | 20          | 65.6        | 72            | 44.7        |                                                       |
| 一般鄉間道路的速限                                  | 24.6        | 80.66       | 88.5          | 56          |                                                       |
| 萨菲尔-辛普森飓风等级的一級颶風                     | 33          | 108         | 119           | 74          | 一分鐘平均風速需大於此數值                            |
| 法国高速公路限速                                    | 36.1        | 118         | 130           | 81          |                                                       |
| 人力驅動的最快速度                                  | 37.02       | 121.5       | 133.2         | 82.8        | 加拿大自行車手Sam Whittingham利用斜躺腳踏車創下的記錄 |
| 漆彈槍的槍口初速                                    | 90          | 295         | 320           | 200         |                                                       |
| 波音747-8巡航速率                                   | 255         | 836         | 917           | 570         | 0.85马赫                                              |
| 陸上速度記錄                                        | 341.1       | 1119.1      | 1227.98       | 763         | 由超音速推進號在1997年10月15日創下                    |
| 在海平面大气压、20°C（293开尔文）的干燥空气中的声速 | 343         | 1,125       | 1,235         | 768         | 由定义=1马赫                                          |
| AK-47突擊步槍的槍口初速                             | 710         | 2,330       | 2,600         | 1600        |                                                       |
| 正式的飞行速度记录                                  | 980         | 3,215       | 3,530         | 2,194       | 由SR-71黑鳥式偵察機在1976年7月28日創下                |
| 航天飞机返回地球時的速率                            | 7,800       | 25,600      | 28,000        | 17,500      |                                                       |
| 相對於地球的逃逸速度                                | 11,200      | 36,700      | 40,000        | 25,000      | 地表的逃逸速度為11.2 km/s                             |
| 地球的平均公转速率                                  | 29,783      | 97,713      | 107,218       | 66,623      |                                                       |
| 真空中的光速（符号c）                               | 299,792,458 | 983,571,056 | 1,079,252,848 | 670,616,629 |                                                       |